# Spergula villosa
Spergula villosa är en nejlikväxtart som beskrevs av Persoon. 
Spergula villosa ingår i släktet spärglar och familjen nejlikväxter. Inga underarter finns listade i Catalogue of Life.